# Malscheid (Burg-Reuland)
Malscheid ist ein Weiler in der belgischen Eifel mit 55 Einwohnern, der zur Gemeinde Burg-Reuland in der Deutschsprachigen Gemeinschaft gehört.

## Geografie
Malscheid liegt zwischen Lengeler im Nordwesten sowie den zur Gemeinde Weiswampach gehörenden luxemburgischen Ortschaften Beiler (Osten) und Wemperhardt (Süden). Die luxemburgische Grenze verläuft in weniger als einem Kilometer Entfernung südlich und östlich des Dorfes. Die Europastraße 421 von Aachen nach Luxemburg tangiert das Dorf im Nordwesten.
Malscheid liegt auf Belgiens zehnthöchstem Berg, dem Spiebig (550 Meter ü.N.N.).

## Geschichte
Das Wort „Malscheid“ steht für eine Örtlichkeit, ein Gelände, an dem zwei Gerichtsbezirke sich scheiden, in diesem Falle die zwei Gerichtsbezirke Thommen und Weiswampach. Die Endsilbe „-scheid“ lässt also darauf schließen, dass der Ort zu einer Zeit gegründet wurde, als die ihn umgebende Landschaft schon besiedelt war und die einzelnen Bezirke sich voneinander abgegrenzt hatten. Die Malscheider Kapelle wurde erstmals in einer Liste der Kirchen und Kapellen des Dekanates Stavelot aus dem Jahre 1604 erwähnt. Im Jahre 1769 wurden Reparaturarbeiten durchgeführt. Bis zum 22. April 1803 gehörte Malscheid der Pfarrei Weiswampach an, bevor die Ortschaft in die Pfarrei Dürler überging.

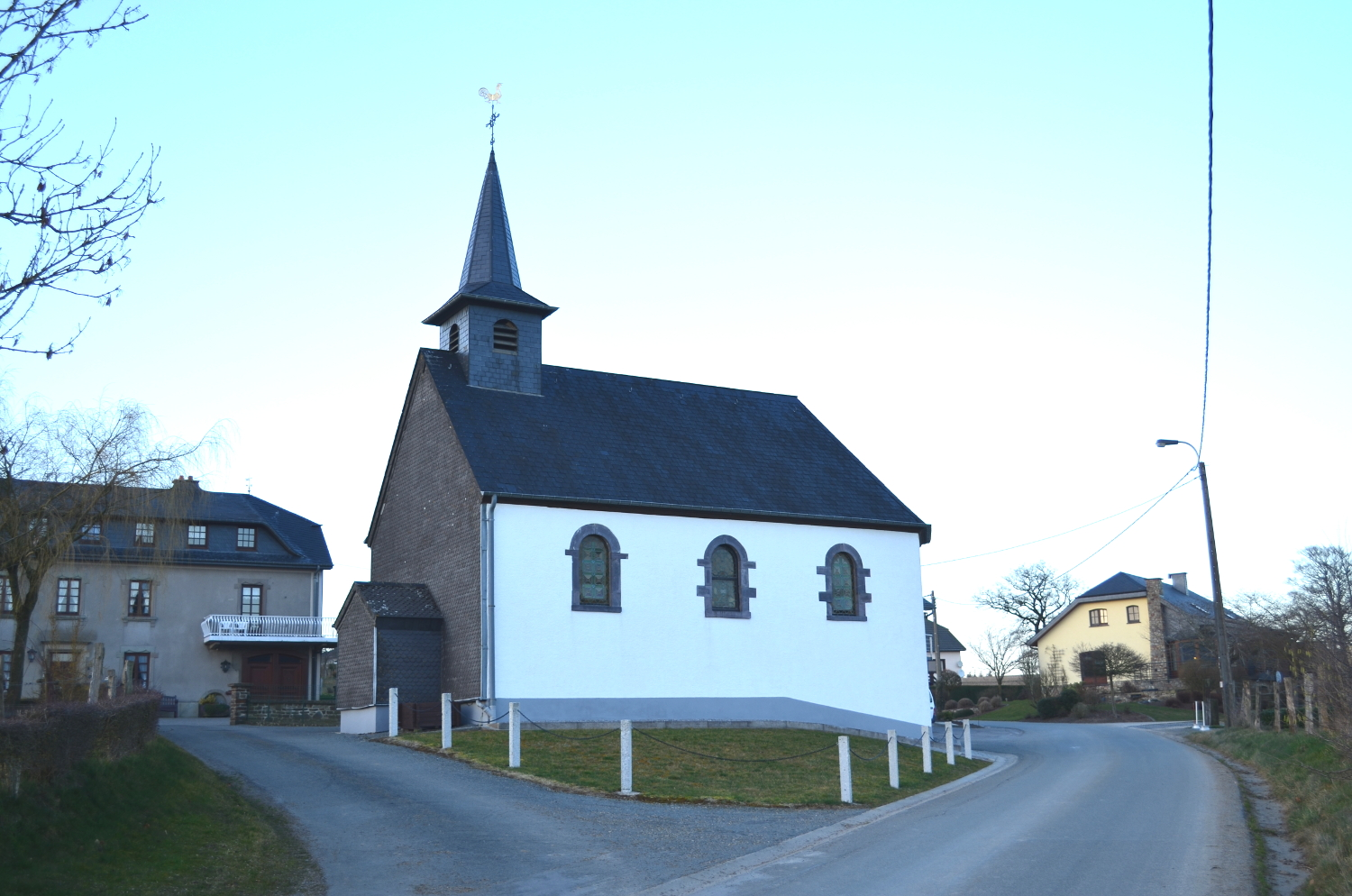
Zentrum von Malscheid mit Kapelle